# Xã Dell Rapids, Quận Minnehaha, South Dakota
Xã Dell Rapids (tiếng Anh: Dell Rapids Township) là một xã thuộc quận Minnehaha, tiểu bang Nam Dakota, Hoa Kỳ. Năm 2010, dân số của xã này là 550 người.